# Група армија Југ
Група армија Југ је била немачка армијска група током Другог светског рата.
Немачка је користила две армијске групе у инвазији на Пољску 1939: Армијску групу Север и групу армија Југ. У овој кампањи, групу армија Југ је предводио Герд фон Рундштет а начелник штаба је био Ерих фон Манштајн.
Почетком операције Барбароса, Група армија Југ је била једна од три немачке армијске групе које су напале Совјетски Савез на почетку Совјетско-немачког рата (1941—1945). Главни циљ ове групе је било освајање Украјине, и њене престонице, Кијева. Украјина је била велики центар совјетске индустрије и рударства, и имала је добре житнице, неопходне за Хитлерове планове за Лебенсраум (животни простор).
Затим је Група армија Југ добила у задатак да напредује до Волге, и одвуче део Црвене армије, на тај начин отворивши пут Армијској групи Север ка Лењинграду и Армијској групи Центар ка Москви.
Како би извршила ове почетне задатке, ова армијска група је у свом саставу имала Панцергрупу I и немачку 16, 17. и 18. армију, као и румунску 3. и 4. армију.
Немачка шеста армија, која се борила у кобној Стаљинградској бици, је касније придодата Армијској групи Југ.
1942, Група армија Југ је подељена у Армијску групу А и Б.
Почетком 1943, након пропасти 6. армије у Стаљинграду, Армијске групе А и Дон (ранија 11. армија) су спојене у групу армија Југ. У њу су почетком 1943. спадале 1. и 4. оклопна армија, као и новоформиране 6. и 7. армија. Група армија Југ је од почетка 1943. до пролећа 1944. сносила главни терет борби на Источном фронту. Након што је у фебруару и марту фронт стабилизован противнападом Манштајна (премештање 1. оклопне армије са Кавказа у Украјину), после неуспеле офанзиве код Курска, Немци губе иницијативу, коју трајно преузима Црвена армија. У септембру су морали да напусте Доњецки индустријски басен, а у новембру 1943. није успео њихов покушај да задрже дњепарску линију - Источни бедем. Уз тешке губитке, Армијска група се до априла 1944. ипак читава пробила у Галицију. 1. априла 1944. јој је име промењено у Група армија Северна Украјина.
У септембру 1944. је Армијској групи Јужна Украјина у источној Мађарској промењено име у Група армија Југ. До марта 1945. се борила у западној Мађарској и на крају рата се повукла у Аустрију где је од њених делова 2. априла формирана група армија Остмарк. Била је једна од последњих великих немачких војних формација која се предала савезницима.

## Команданти
| Датум                                   | Командант                             |
| --------------------------------------- | ------------------------------------- |
| 1. септембар 1939 — 3. децембар 1941.   | Генералфелдмаршал Герд фон Рундштет   |
| 1. децембар 1941 — 12. јануар 1942.     | Генералфелдмаршал Валтер фон Рајхенау |
| 12. јануар 1942 — 12. фебруар 1943.     | Генералфелдмаршал Федор фон Бок       |
| 12. фебруар 1943 — 23. септембар 1944.  | Генералфелдмаршал Ерих фон Манштајн   |
| 23. септембар 1944 — 28. децембар 1944. | Генералпуковник Јоханес Фрајснер      |
| 28. децембар 1944 — 25. март 1945.      | Пешадијски генерал Ото Велер          |
| 25. март 1945 — 2. април 1945.          | Генералпуковник др. Лотар Рендулиц    |
| 2. април 1945 — 8. мај 1945.            | Пешадијски генерал Фридрих Шулц       |

## Састав
| Датум           | Припадајуће јединице                                                                         |
| --------------- | -------------------------------------------------------------------------------------------- |
| септембар 1939. | 8. армија, 10. армија, 14. армија октобар 1939. Гранични одељак Север, Центар и Југ          |
| јун 1941.       | 6. армија, 11. армија, 17. армија, 1. оклопна армија                                         |
| септембар 1941. | 6. армија, 11. армија, 17. армија, 1. оклопна армија                                         |
| фебруар 1942.   | 2. армија, 6. армија, 11. армија, Армијска група Клајста                                     |
| јун 1942.       | 1. оклопна армија, 2. армија, 6. армија, 11. армија, 17. армија, група Витершајма,           |
| јул 1942.       | 1. оклопна армија, 6. армија, 11. армија, 17. армија, Армијска група Вајша, група Витершајма |
| март 1943.      | 1. оклопна армија, 4. оклопна армија, Армијска дивизија Холидт, Армијска дивизија Кемпф      |
| март 1943.      | 1. оклопна армија, 4. оклопна армија, 8. армија                                              |
| април 1943.     | 1. оклопна армија, 4. оклопна армија, 6. армија, Армијска дивизија Кемпф                     |
| јул 1943.       | Армијска дивизија Кемпф, 6. армија, 8. армија, 1. оклопна армија                             |
| септембар 1943. | 1. оклопна армија, 4. оклопна армија, 6. армија, 8. армија                                   |
| октобар 1943.   | 1. оклопна армија, 4. оклопна армија, 8. армија                                              |
| новембар 1943.  | 1. оклопна армија, 4. оклопна армија, 8. армија, Вермахтова команда Украјине                 |
| јануар 1944.    | 1. оклопна армија, 4. оклопна армија, 6. армија, 8. армија, Вермахтова команда Украјине      |
| фебруар 1944.   | 1. оклопна армија, 4. оклопна армија, 6. армија, 8. армија                                   |
| октобар 1944.   | 3. мађарска армија, 6. армија, Армијска група Велер                                          |
| новембар 1944.  | 2. мађарска армија, Армијска група Фретер-Пико, Армијска група Велер                         |
| децембар 1944.  | 3. мађарска армија 6. армија, Армијска група Велер                                           |
| јануар 1945.    | 2. оклопна армија, 8. армија, армијска група Балк                                            |
| април 1945.     | 2. оклопна армија, 6. СС оклопна армија, 6. армија, 8. армија                                |